# Wyżni Rzeżuchowy Stawek
Wyżni Rzeżuchowy Stawek (słow. Vyšné Žeruchové pliesko) – staw położony na wysokości 1845 m, w Dolinie Białych Stawów (odnodze Doliny Kieżmarskiej), w słowackich Tatrach Wysokich. Pomiary pracowników TANAP-u z lat 60. XX w. wykazują, że ma on powierzchnię 0,1 ha, wymiary 49 × 44 m i głębokość ok. 2,5 m. Leży na dnie Wyżniej Rzeżuchowej Kotliny i charakteryzuje się dużymi wahaniami poziomu wody. Jest to jeden z kilku stawów w Dolinie Białych Stawów, pozostałe to: Stręgacznik, Małe Białe Stawy, Niżni Rzeżuchowy Stawek, Żółty Stawek i Wielki Biały Staw. Do stawu nie prowadzi żaden znakowany szlak turystyczny.
Nazwy Rzeżuchowych Stawków pochodzą od rzeżuchy gorzkiej, obficie nad nimi rosnącej.